# Esforç d'arrufament i crebant

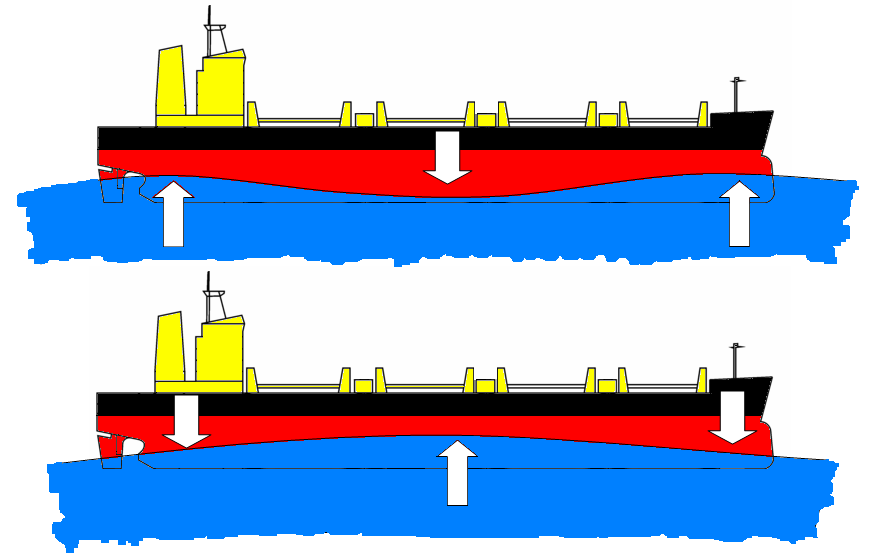
Esforços de arrufament (a dalt) i crebant (baix).

En mecànica de sòlids, enginyeria d'estructures i construcció de vaixells, l'arrufament i crebant descriuen la forma en què es deformarà una biga o objecte llarg quan s'aplica la càrrega. L'arrufament descriu una biga que es corba cap avall pel centre, i el crebant descriu quan es corba cap amunt.
En enginyeria naval, aquestes combinacions de forces que pateixen els vaixells per diferents causes poden posar en perill la seva integritat estructural.

## Esforços dinàmics
Quan un vaixell navega entre les ones, la seva estructura travessa crestes i valls com mostra la figura.
Quan la longitud de l'ona és aproximadament igual a l'eslora es produeix la situació gràfica que és la més desfavorable a l'estructura de la nau.
En el cas superior, la proa i popa reben més empenta que el centre del vaixell (que es troba en un si) i això combinat al desplaçament generen tres forces que podem considerar representades per les fletxes que tendeixen a col·lapsar l'estructura com un llibre que es tanca.
Es diu llavors que la biga vaixell està sotmesa a l'esforç d'arrufament.
La situació inversa, és a dir, la secció mitjana en una cresta mentre que proa i popa En respectius pits tendeixen a trencar al nucli com una branca. Això és el que es coneix com a esforç de crebant.
Lògicament que a mesura que el vaixell progressa entre les onades aquesta situació alterna entre una i altra.

## Esforços estàtics

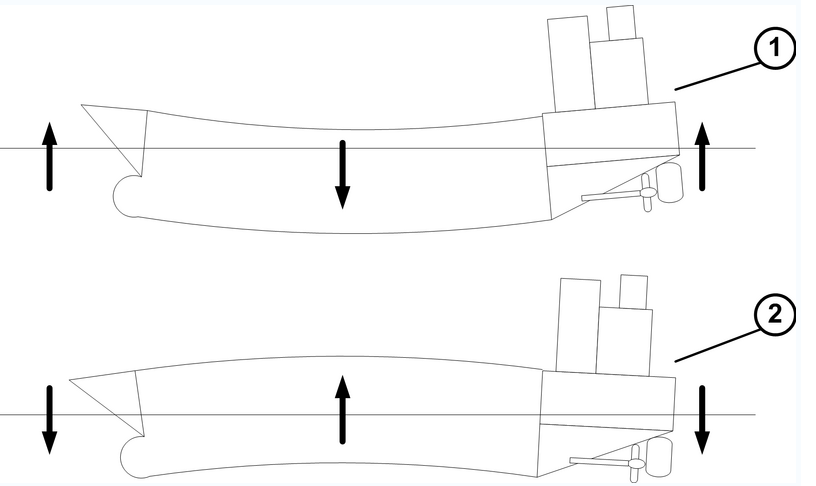
Diagrama del casc. (1) arrufament i (2) crebant per càrrega.

Aquests esforços (arrufament i crebant) poden donar-se en aigües tranquil·les si la distribució de càrrega en el vaixell no és l'adequada.
Suposem una nau amb la bodega central carregada i les bodegues de proa i popa buides: es veurà llavors afectat per l'esforç d'arrufament (1), mentre que una bodega central buida i les de proa i popa plenes generaran un esforç de crebant (2). Aquest va ser el cas del Prestige que el 19 de novembre de 2002 es va partir en dos a la Costa da Morte, a Galícia.
Per aquesta raó, és vital per a la seguretat d'una nau conèixer aquests esforços que combinats poden sobrepassar els valors calculats de resistència ocasionant la pèrdua de vides i béns.

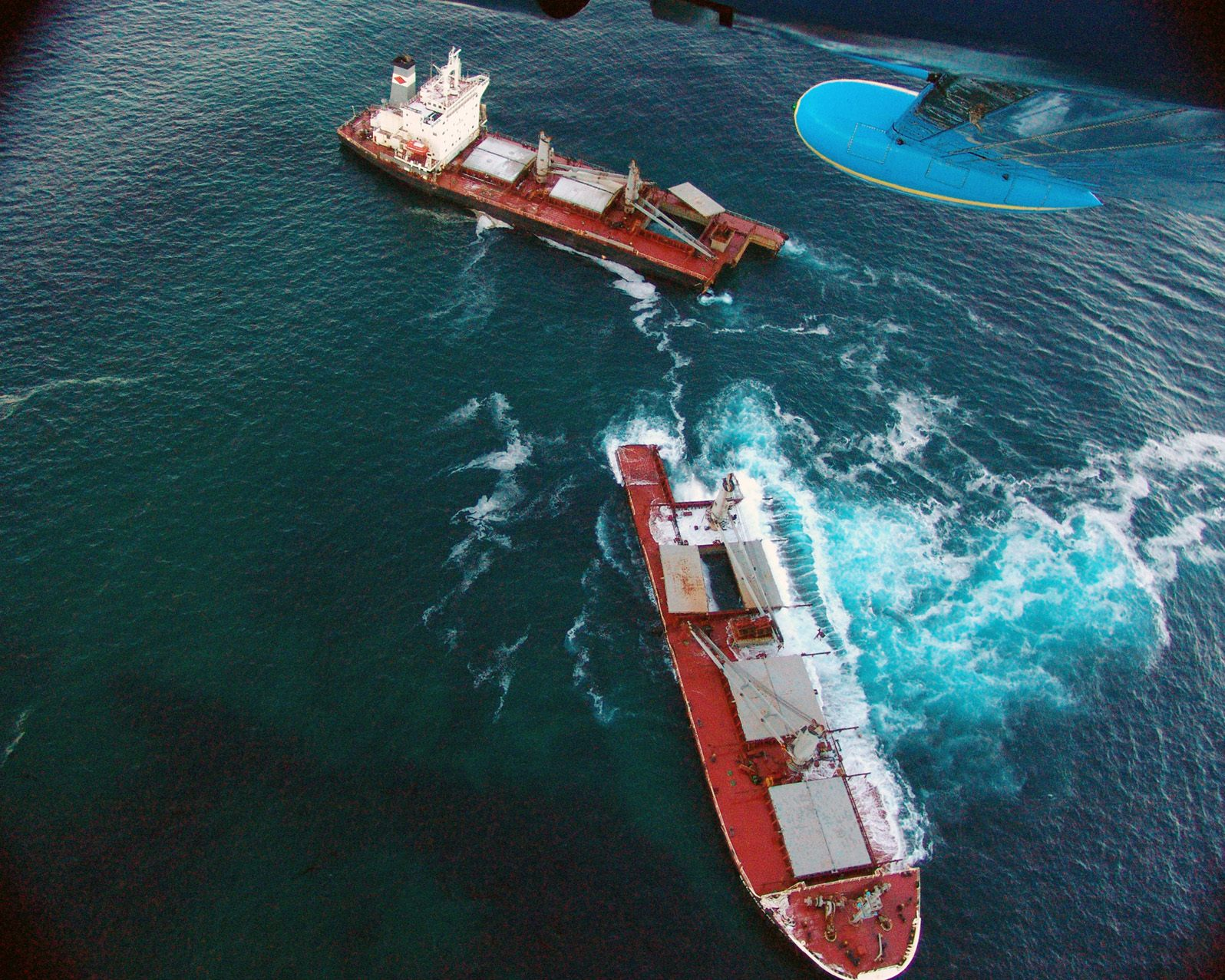
Vaixell partit pel mig per efectes d'arrufament i crebant.

## Esforços en la varada i treta dels vaixells
Les operacions de varada i treta a terra dels vaixells provoquen esforços molt importants que cal tenir en compte. Les maniobres anteriors han tingut una gran influència en la construcció i manipulació dels bucs i vaixells sencers.